# ニコラウス・クザーヌス大学
座標: 北緯41度54分46秒 東経12度23分36秒 / 北緯41.91278度 東経12.39333度
ニコラウス・クザーヌス大学（Universita degli Studi Niccolo Cusano）は、2006年にイタリアのローマに設立された私立大学である。"UNICUSANO"という略称で呼ばれることもある。

## 歴史
ニコラウス・クザーヌス大学は、ステファノ・バンデッキによって設立され、カトリック教会の枢機卿で科学者、天文学者でもあったニコラウス・クザーヌスに因んで命名された。2012年7月9日までは、Via CasalmonferratoとVia don Orioneに所在していた。Edizioni Edicusanoという出版社も持っている。2013年には、工学部と心理学部ができた。

## 学習法
イタリアや全世界で受講できる94のEラーニングのコースを持ち、さらに、ローマのキャンパスで補習を受けることもできる。セミナーもあり、学習はテューターやメンターが手助けしてくれる。

## 組織
大学には、以下の6つの学部がある。
- 教育学部
- 法学部
- 政治学部
- 経済学部
- 工学部
- 心理学部

## キャンパス

### 建物

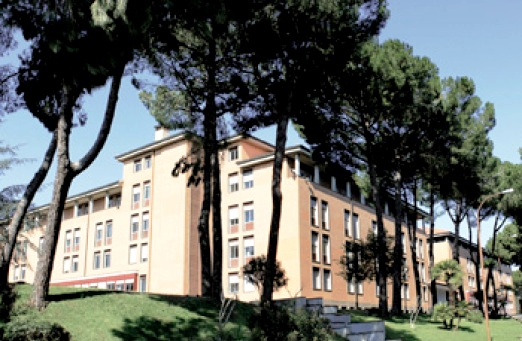
ニコラウス・クザーヌス大学のキャンパス

キャンパスは、ローマ市内のVia don Carlo Gnocchi, 3 - 00166に所在している。建物内には、マルチメディア教室や劇場、スポーツ施設がある。

### 図書館
伝統的な本を収めた図書館と、学生がいつでも書籍にアクセスできる仮想的な電子図書館がある。

### 寮
400名の学生を収容できる寮が提供されている。

### 研究センター
キャンパス内には、研究センターもある。

## 理事長と学長

### 理事長
- Dott. Giovanni Iacono (2006年 - 2012年)
- Dott. Stefano Ranucci (2012年 - )

### 学長
- Sebastiano Scarcella (2006年 - 2010年)
- Giovanni Puoti (2010年 - 2013年)
- Fabio Fortuna (2013年 - )

## 著名な教授
- マウリツィオ・コンスタンツォ[6]
- Luciano Garofano
- Federico Girelli
- Learco Saporito

### 著名な関係者
- アレッシア・フィリッピ